# Claudia Lichtenberg
Claudia Lichtenberg (München, 17 november 1985) is een Duitse voormalige wielrenster. Ze werd geboren als Claudia Häusler en werd onder die naam bekend als wielrenster. Na haar huwelijk in juni 2014 reed ze onder de naam van haar man: Lichtenberg. Ze kwam uit voor Duitsland op de Olympische Zomerspelen 2016 in Rio de Janeiro; ze werd 31e in de wegrit.
Lichtenberg werd al op 20-jarige leedtijd, in 2006, Duits kampioene op de weg bij de elite en een jaar later won ze het Duits klimkampioenschap. In 2009 won ze zowel de Franse rittenkoers Tour de l'Aude Cycliste Féminin als de Italiaanse rittenkoers Giro Donne. Eén jaar later won ze de Baskische etappewedstrijd Emakumeen Bira en in 2013 de Giro della Toscana. Ze reed in het verleden bij grote teams als Cervélo TestTeam, Orica-AIS, Liv-Plantur en in 2016 bij de Belgische ploeg Lotto Soudal Ladies. Ze reed in 2017 haar laatste seizoen bij de Britse wielerploeg Wiggle High5.

## Palmares
2005
- Duits klimkampioenschap

2006
- Duits kampioene op de weg
- Duits klimkampioenschap

2007
- Duits klimkampioenschap
- Duits kampioenschap op de weg

2008
- Jongerenklassement Giro Donne
  - 6e etappe Giro Donne

2009
- Eindklassement Tour de l'Aude Cycliste Féminin
- Eindklassement Giro Donne
  - 8e etappe Giro Donne
  -  Puntenklassement Giro Donne

2010
- Eindklassement Emakumeen Bira
- 1e etappe (TTT) Tour de l'Aude Cycliste Féminin

2012
- 4e etappe The Exergy Tour

2013
- Eindklassement Giro della Toscana

2014
- Duits klimkampioenschap
- Eindklassement Route de France
  - 1e etappe Route de France

2015
- Duits kampioenschap op de weg

2016
- 5e etappe Trophée d'Or

### Kampioenschappen
| Wedstrijd                 | 2006 | 2007   | 2008 | 2009 | 2010 | 2011 | 2012 | 2013 | 2014 | 2015   | 2016 | 2017 |
| ------------------------- | ---- | ------ | ---- | ---- | ---- | ---- | ---- | ---- | ---- | ------ | ---- | ---- |
| Duits kampioen op de weg  | Goud | Zilver |      |      |      |      | 4e   | 4e   | 10e  | Zilver | 32e  | 11e  |
| Duits kampioen tijdrijden |      |        |      |      |      | 7e   | 7e   | 8e   | 7e   | 15e    |      | 8e   |

### Uitslagen in voornaamste wedstrijden
| Jaar | Ronde van Italië | Ronde van Frankrijk | Ronde van Spanje |
| ---- | ---------------- | ------------------- | ---------------- |
| 2006 |                  |                     |                  |
| 2007 | 15e              |                     |                  |
| 2008 | ↑ (1)            |                     |                  |
| 2009 | ↑ (1)            |                     |                  |
| 2010 | 4e               |                     |                  |
| 2011 | 16e              |                     |                  |
| 2012 | 8e               |                     |                  |
| 2013 | ↑                |                     |                  |
| 2014 | 6e               |                     |                  |
| 2015 | 12e              |                     |                  |
| 2016 | 4e               |                     |                  |
| 2017 | 9e               |                     |                  |

| Jaar | Ronde van Vlaanderen | Amstel Gold Race | Luik-Bast.‑Luik | Trofeo Alfredo Binda | Waalse Pijl |  | WK op de weg |  | Wereldranglijsten |
| ---- | -------------------- | ---------------- | --------------- | -------------------- | ----------- |  | ------------ |  | ----------------- |
| 2006 |                      |                  |                 |                      |             |  | 40e          |  | 45e (UPT)         |
| 2007 |                      |                  |                 |                      |             |  | 46e          |  | 41e (UPT)         |
| 2008 |                      |                  |                 | 66e                  | 58e         |  | 11e          |  | 36e (UPT)         |
| 2009 | 50e                  |                  |                 | 36e                  | ↑           |  | 19e          |  | 11e (UWK)         |
| 2010 |                      |                  |                 |                      | 14e         |  |              |  | 19e (UWK)         |
| 2011 | 87e                  |                  |                 | 79e                  | opgave      |  | 85e          |  | 42e (UWT)         |
| 2012 |                      |                  |                 | 42e                  | 38e         |  | 45e          |  | 59e (UWT)         |
| 2013 |                      |                  |                 | 32e                  |             |  | 12e          |  | 16e (UWT)         |
| 2014 | 30e                  |                  |                 | 13e                  | 9e          |  | 15e          |  | 20e (UWT)         |
| 2015 |                      |                  |                 |                      |             |  | opgave       |  | 52e (UWT)         |
| 2016 | 9e                   |                  |                 | 72e                  | 11e         |  |              |  | 32e (UWT)         |
| 2017 | 58e                  | 64e              | 14e             | 45e                  | 14e         |  | opgave       |  |                   |

### Uitslagen overige rondes
| Jaar | Tour de l'Aude | Emakumeen Bira | Giro del Trentino | Giro della Toscana | Route de France | Holland Ladies Tour |
| ---- | -------------- | -------------- | ----------------- | ------------------ | --------------- | ------------------- |
| 2006 | 8e             |                |                   |                    |                 |                     |
| 2007 | 20e            |                |                   |                    |                 |                     |
| 2008 | 7e             | 7e             |                   |                    |                 |                     |
| 2009 |                | Zilver         | 6e                |                    |                 |                     |
| 2010 | 4e             | Eindklassement | Brons             | opgave             |                 |                     |
| 2011 |                | 39e            | 28e               | Zilver             |                 | 22e                 |
| 2012 |                | 10e            | 14e               |                    |                 |                     |
| 2013 |                |                |                   | Eindklassement     |                 | 5e                  |
| 2014 |                | 5e             |                   |                    | (1)             | 4e                  |
| 2015 |                |                |                   |                    | Brons           | 11e                 |
| 2016 |                | 7e             | Zilver            |                    |                 |                     |
| 2017 |                |                |                   |                    |                 | 16e                 |

Tussen haakjes het aantal etappezeges.
Arndt · Cromwell · Fry · Gillow · Gunnewijk · Häusler · Hoskins · MacLean · Rhodes · Spratt · Villumsen
De Vries · Garner · Knol · Lichtenberg · Mackaij · Mustonen · Pieters · Polspoel · Soek · Stijns · Wild
Garner · Knol · Lichtenberg · Mackaij · Mustonen · Pieters · Polspoel · Soek · Stijns · Stultiens · Weaver
Beckers · Daams · Decroix · De Vuyst · Delzenne · Hoffmann · Kachelhoffer · Knol · Kopecky · Lichtenberg · Rijff · Vanhoutte · Vekemans · Zorzi
Bronzini · Cordon · Cure · D'Hoore · Edmondson · Fahlin · G. Garner · L. Garner · Hagiwara · Johansson · Leth · Lichtenberg · Longo Borghini · Roberts · Sanchis